# 麦架镇
麦架镇，是中华人民共和国贵州省貴陽市白云区下辖的一个乡镇级行政单位。

## 行政区划
麦架镇下辖以下地区：
大坝社区、麦架村、高坡村、果园村、新村、下堰村、马堰村、小桥村、青山村和摆茅村。